# ویلیام مکلی (سناتور پنسیلوانیا)
ویلیام مکلی (به انگلیسی: William Maclay) سناتور سابق عضو حزب دموکرات-جمهوری‌خواه بود. وی در سال ۱۷۸۹ تا ۱۷۹۱ میلادی سناتور ایالت پنسیلوانیا در سنای ایالات متحده آمریکا بود.